# Carex grioletii
Carex grioletii är en halvgräsart som beskrevs av Johann Jakob Roemer och Christian Schkuhr. Carex grioletii ingår i släktet starrar, och familjen halvgräs. Inga underarter finns listade i Catalogue of Life.